# ロシタ・キロガ
ロシタ・キロガ（Rosita Quiroga, 1896年1月16日 - 1984年10月16日）は、有名なアルゼンチンのタンゴの女性歌手である。

## 生涯
1896年1月16日に、ブエノスアイレスにて生まれる。本名は、ローサ・ロドリゲス・キロガ（Rosa Rodríguez Quiroga）である。
アルゼンチンの吟遊詩人とされるパジャドールのように即興的な歌を披露することもして、歌で暮らしを立てていた。1923年に、『いつもクリオージョ』（Seimpre Criollo）というフォルクローレで、人生初めてのレコード録音を行う。『ラ・ティーパ』（La Tipa）という題名のタンゴについて、初のタンゴのレコード録音をやり遂げる。その後も、タンゴの女性歌手として活躍する。35歳になった1931年に、一旦歌手を引退する。1952年に、またレコード録音を再開する。1970年に、日本の大阪市に旅行したことがある。
1984年10月16日に死去する。
YouTubeに、いくつかレコード録音がアップロードされている。